# Фурман, Иван Петрович
Иван Петрович Фурман (1890, Могилёв — 19 января 1934, Витебск) — белорусский искусствовед, этнограф.

## Биография
Родился в Могилёве. Окончил Витебское городское училище, где учились Марк Шагал, Осип Цадкин; затем Витебское отделение Московского археологического института. Умер в 1934 году в Витебске после тяжёлой болезни.

## Научная работа
Увлекшись белорусской этнографией, написал на белорусском языке книгу «Крашенина: материалы к истории её на Витебщине» (1925) ― о крашеном домотканом полотне в крестьянских хозяйствах Витебщины. Избран членом Комиссии по охране памятников истории и культуры Витебского окружного общества краеведения.
В дальнейшем занимался творчеством современных ему витебских художников. Издал книги о гравюрах Е. Минина, С. Юдовина, З. Горбовца.
Воспевая гравюру, Фурман ссылался в 1926 году на слова Л. Д. Троцкого ― что время войн и революций не может быть в достаточной степени отражено обычной живописью с полутонами и оттенками, а только гравюрой с её чёткостью и резкостью.
В ходе Дела «Союза освобождения Беларуси» 1930―1931 гг., по обвинению в национализме были арестованы многие белорусские деятели культуры. И. Фурман, назначенный в 1931 году директором Витебского краеведческого музея, резко изменил свои взгляды. По словам В. А. Шишанова, в черновых заметках того времени он писал: «Импрессионизм — стиль промышленной и торгово-промышленной буржуазии, вершина развития буржуазного искусства. Упадочные стили буржуазного искусства: футуризм, кубизм, экспрессионизм, супрематизм и другие в империалистическую эпоху господства крупного финансового капитализма и развития империализма. Сезанизм — стиль индустриальной буржуазии». В музее готовился отдел «Западные влияния эпохи промышленного капитализма на русское искусство в XX в.», где влияние рассматривалось естественно как негативное.